# I liga urugwajska w piłce nożnej (1966)
- Mistrz Urugwaju 1966: Club Nacional de Football
- Wicemistrz Urugwaju 1966: CA Peñarol
- Copa Libertadores 1967: Club Nacional de Football, CA Peñarol
- Spadek do drugiej ligi: Montevideo Wanderers
- Awans z drugiej ligi: Liverpool Montevideo

Mistrzostwa Urugwaju w roku 1966 były mistrzostwami rozgrywanymi według systemu, w którym wszystkie kluby rozgrywały ze sobą mecze każdy z każdym u siebie i na wyjeździe, a o tytule mistrza i dalszej kolejności decydowała końcowa tabela.

## Primera División

### Końcowa tabela sezonu 1966
| Poz | Klub                      | Mecze | Zw | Rem | Por | Pkt | BrZd | BrStr |
| --- | ------------------------- | ----- | -- | --- | --- | --- | ---- | ----- |
| 1   | Club Nacional de Football | 18    | 11 | 6   | 1   | 28  | 28   | 6     |
| 2   | CA Peñarol                | 18    | 10 | 6   | 2   | 26  | 31   | 11    |
| 3   | CA Cerro                  | 18    | 9  | 5   | 4   | 23  | 31   | 15    |
| 4   | Rampla Juniors            | 18    | 9  | 4   | 5   | 22  | 26   | 18    |
| 5   | Danubio FC                | 18    | 8  | 6   | 4   | 22  | 24   | 15    |
| 6   | Sud América Montevideo    | 18    | 4  | 6   | 8   | 14  | 15   | 30    |
| 7   | Montevideo Wanderers      | 18    | 5  | 3   | 10  | 13  | 18   | 29    |
| 8   | Defensor Sporting         | 18    | 3  | 6   | 9   | 12  | 9    | 24    |
| 9   | Fénix Montevideo          | 18    | 3  | 4   | 11  | 10  | 15   | 30    |
| 10  | Racing Montevideo         | 18    | 4  | 2   | 12  | 10  | 23   | 42    |

### Klasyfikacja strzelców bramek
| Gole | Piłkarz         | Klub       |
| ---- | --------------- | ---------- |
| 12   | Araquem de Melo | Danubio FC |